# Quiscalus niger
Quiscalus niger là một loài chim trong họ Icteridae.